# 数学学科分类标准
数学学科分类标准（英語：Mathematics Subject Classification、MSC）是由美国数学学会策划的建立在两个主要的引文数据库数学评论和数学文摘上的字母数字混合的分类方案。该标准被许多数学接收学术论文的期刊所采用。

## 结构
数学学科分类标准采用分级的分类方案, 具有三个等级.
分类的第一级由一个两位数表示, 第二级由一个字母表示, 第三级由另外的两位数表示. 例如:
- 53 代表微分几何
- 53A 代表经典微分几何
- 53A45 代表向量和张量分析

一個有效的分類可以有兩個、三個或五個字元，視乎使用了多少級分類。

### 第一级分类
63个顶级数学学科由唯一的两位数字标识. 包括一些特别的数学研究, 如"历史和人物传记", "数学教育"以及一些交叉学科. 尤其包含了很多有关物理交叉学科:
- 力学
- 谱理论
- 地球物理
- 光学
- 电磁理论

所有有效的 MSC 分类代码必需包含第一级标识.

### 第二级分类
第二级标识码是一个单独的拉丁字母, 表示了第一级分类下的特定数学领域. 第二级标识码由第一级学科分类的不同而不同.
例如, 微分几何的第一级标识码是 53, 第二级标识码分别是:
- A 经典微分几何
- B 局部微分几何
- C 整体微分几何
- D 辛几何与接触几何

另外第二级标识码 "-" 用于表示特定类型的文献. 这类代码具有形式:
- 53-00 通用参考材料 (手册, 词典, 参考文献目錄等.)
- 53-01 教学材料 (教科书, 教学参考文章等)
- 53-02 研究论述 (专著, 概覽文章)
- 53-03 歷史（也須從 01 類別指定至少一個分類號）
- 53-04 明確的機器計算和程序（不是計算和編程的理論）
- 53-06 活動文集，会议文集，工作文集等等

这类代码的第二级和第三级总是相同的，即只有第一级标识符可变。凡是第二級為"-"的分類，不能用第二級分類結束，例如 53- 是無效的分類。可以只使用第一級分類 53，或者用三級分類就更好。

### 第三级分类
第三级标识码是非常详细的, 通常对应于特定的数学对象,研究方向或众所周知的问题.
第三级标识码 99 存在于每个分类中, 用来表示不在前面的分类中，但在這一類別內。

## 版本
MSC 具有多个不同的版本, 分别制定于1991年和2000年. 2000版是使用最广泛的版本.目前最新版本是2020版。

## 第一级分类
MSC的顶级主题分类，但下面的几个分组并不是MSC分类的一部分，它们仅仅是为了能够更有条理地划分。

### 通用/数学基础
- 00: 总论
- 01: 数学史与文献
- 03: 数理逻辑与数学基础

### 离散数学/代数学
- 05: 组合学
- 06: 序理论/格论/序代数结构
- 08: 一般代数系统
- 11: 数论
- 12: 域论与多项式
- 13: 交换代数
- 14: 代数几何
- 15: 线性代数与多线性代数/矩阵论
- 16: 结合环与结合代数
- 17: 非结合环与非结合代数
- 18: 范畴论/同调代数
- 19: K-理论
- 20: 群论及其推广
- 22: 拓扑群/李群

### 分析学
- 26: 实变函数
- 28: 测度与积分
- 30: 复变函数
- 31: 位势论
- 32: 多复变函数与解析空间
- 33: 特殊函数论
- 34: 常微分方程
- 35: 偏微分方程
- 37: 动力系统与遍历论
- 39: 差分方程与函数方程
- 40: 序列/级数/发散级数（求和法）
- 41: 逼近论与级数展开
- 42: 欧氏空间上的调和分析（傅里叶分析）
- 43: 抽象调和分析
- 44: 积分变换/算子演算
- 45: 积分方程
- 46: 泛函分析
- 47: 算子理论
- 49: 变分法与最优控制/最优化

### 几何学/拓扑学
- 51: 几何学
- 52: 凸几何与离散几何
- 53: 微分几何
- 54: 一般拓扑学
- 55: 代数拓扑
- 57: 流形与胞腔复形
- 58: 大范围分析与流形上的分析

### 应用数学/其他
- 60 概率论与随机过程
- 62 统计学
- 65 数值分析
- 68 電腦科學
- 70 质点力学与系统力学
- 74 (可变形)固体力学
- 76 流体力学
- 78 光学/电磁学
- 80 经典热力学, 热传导
- 81 量子理论
- 82 统计力学/物质结构
- 83 相对论与引力理论
- 85 天文学与天体物理学
- 86 地球物理
- 90 运筹学/数学规划
- 91 博弈论/数理经济学/数理社会学/数理行为科学
- 92 生物学与其他自然科学
- 93 系统论/控制论
- 94 信息与通信/电路
- 97 数学教育

## 参阅
- 中国学科分类国家标准/110
- 数学研究领域
- 数学知识管理